# ديفيد مونتيرو
ديفيد مونتيرو (بالإسبانية: David Montero)‏ (16 يناير 1974 في ألمانيا - ) هو لاعب كرة قدم إسباني في مركز الوسط. لعب مع آينتراخت فرانكفورت وروت فايس أوبرهاوزن وفالدهوف مانهايم ويان ريغينسبورغ وSV Böblingen ‏ و وTSF Ditzingen ‏ وSG Sonnenhof Großaspach ‏.

## وصلات خارجية
- ديفيد مونتيرو على موقع قاعدة بيانات كرة القدم.إي يو (الإنجليزية)
- ديفيد مونتيرو على موقع بيانات كرة القدم. دي إي (الألمانية)